# Chiesa dell’Inviolata

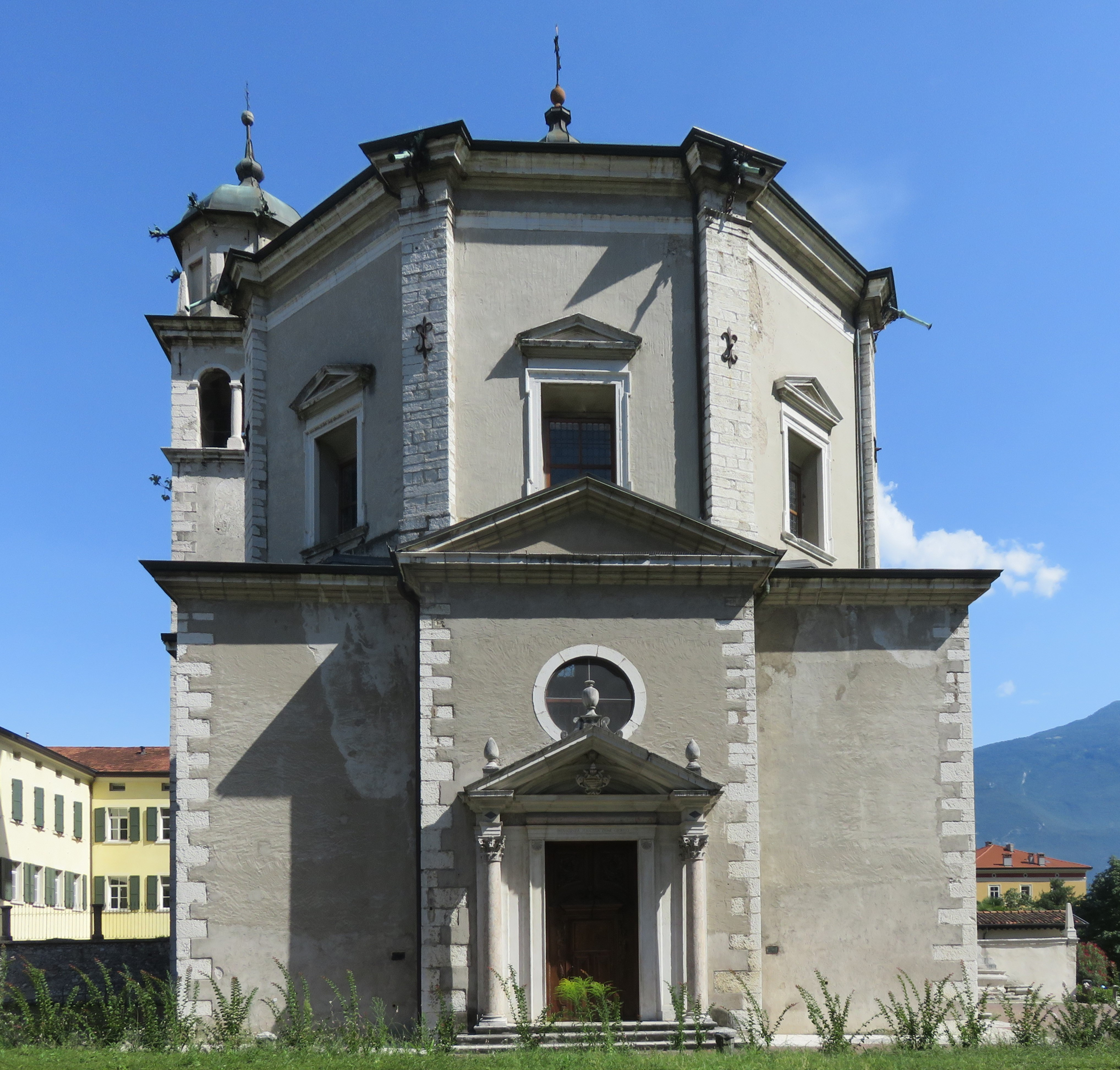
Chiesa dell’Inviolata – Westfassade

Die Chiesa della Beata Maria Vergine Inviolata („Kirche der unversehrten seligen Jungfrau Maria“), kurz Chiesa dell’Inviolata, ist eine römisch-katholische Filialkirche in der oberitalienischen Kleinstadt Riva del Garda im Trentino.

## Geschichte
Die Kirche wurde im 17. Jahrhundert außerhalb der Stadtmauern an einer Wegkreuzung, als Spiazzo bezeichnet, errichtet. An der Stelle befand sich zuvor eine Ädikula mit einem Marienbildnis, das um 1600 von dem aus Salò stammenden Maler Bartolomeo Mangiavino geschaffen worden war. Dem Bild wurden bald Wunderkräfte zugesprochen, so dass es zum Ziel von Wallfahrten wurde. Um das Marienbild würdevoll aufzubewahren und dem Ansturm der Wallfahrer gerecht zu werden, wurde zunächst eine kleine Holzkapelle errichtet. Zugleich wurden von der Bevölkerung Spenden für den Bau einer Kirche gesammelt.
Unterstützt wurde das Bauvorhaben von der Familie Madruzzo in der Person des Fürstbischofs von Trient Carlo Gaudenzio Madruzzo und seines Cousins und Statthalters in Riva Giannangelo Gaudenzio Madruzzo. Durch das Mäzenatentum des Fürstbischofs, der de facto auch die Rolle des Bauherrn übernahm, konnten zahlreiche Künstler für die Gestaltung des Innenraums angeworben werden.
Bereits 1603 konnte mit dem Bau begonnen werden, bei dem Steine aus dem Steinbruch Placche di Baone bei Arco verwendet wurden. Mit der Bauaufsicht wurde Giannangelo Gaudenzio Madruzzo betraut, der den Bau auch zur Unterstreichung des eigenen Familienstatus vorantrieb. Mit dem Bau sollte auch sein Machtanspruch und der der Familie Madruzzo auf Riva unterstrichen werden, zu einem Zeitpunkt als die Ansprüche der Grafen von Tirol auf das Fürstbistum Trient trotz Kompaktaten zunehmend bedrohlichere Töne annahmen.
Die Kirche trug ursprünglich den Namen Santa Maria allo Spiazzo. Ihr jetziger Name ist 1619 das erste Mal dokumentiert. Womöglich wurde sie auf Betreiben des Kardinals Madruzzo umbenannt, der mit dem Namen der „Unversehrten“ (italienisch Inviolata) bewusst auf die Beschlüsse des Trienter Konzils und die Gegenreformation Bezug nahm und ein Zeichen gegen die Häresie setzen wollte.
Lange Zeit wurde angenommen, dass das Bauprojekt von einem unbekannten portugiesischen Architekten stamme. Mittlerweile wird der Bau dem aus Orzinuovi stammenden Architekten Pietro Maria Bagnatore zugeschrieben, der im Trentino auch andere Arbeiten in dem Zeitraum ausführte.
Mit dem zwischen 1607 und 1609 errichteten Presbyterium war der Rohbau abgeschlossen. Die daran anschließende Ausmalung und Gestaltung des Innenraums zog sich über einen längeren Zeitraum hin. 1611 wurde das Marienbild der Ädikula in den Hauptaltar versetzt. Im gleichen Jahr zogen einige Ordensbrüder des Ordens der Armen Eremiten des Heiligen Hieronymus in das Pfarrhaus ein und wenig später begann man mit dem Bau des östlich der Kirche angrenzenden Klosters, was den Ausbau der Kirche verzögerte.
Nach dem Tod von Giannangelo Gaudenzio Madruzzo 1618, der in Santa Maria Inviolata seine letzte Ruhestätte finden sollte, wurde der Bau von seiner Frau Alfonsina Gonzaga fortgesetzt. 1624 konnten die vier Seitenaltäre aufgestellt werden und vier Jahre später wurde der Campanile errichtet. Durch den Ausbruch der Pestepidemie von 1630 kam es erneut zu einer Verzögerung bei der Fertigstellung der Innendekoration.
Im Mai 1636 fand die Altarweihe durch Fürstbischof Carlo Emanuele Madruzzo statt und in den 1640er Jahren beendete Pietro Ricchi, genannt il Lucchese, die Innenausmalung der Kirche. 1675 war mit der Aufstellung des Tabernakels der Hauptaltar vollendet. Kurz bevor Francesco Alberti di Poja 1677 das Amt des Fürstbischofs übernahm, schenkte er der Kirche das Chorgestühl. 1696 wurde Santa Maria Inviolata als Filialkirche der Lateranbasilika in Rom unterstellt.
In der napoleonischen Epoche wurde auf Anordnung der bayerischen Regierung der Orden der Armen Eremiten des Heiligen Hieronymus 1807 aufgelöst und drei Jahre später Kirche und Kloster geschlossen.
Mit der Wiederöffnung der Kirche nach der napoleonischen Epoche zogen 1817 die Minoriten in das Kloster. Im gleichen Jahr wurde die Kuppel bei einem Brand beschädigt und 1822 mit einem Kupferdach abgedeckt. Aber bereits im Jahr wurde das Dach bei einem Sturm erneut schwer in Mitleidenschaft gezogen. 1848 wurde das Kloster von der österreichischen Regierung aufgelöst und von der Militärkommandantur genutzt.
1870 erwarb die Gemeindeverwaltung von Riva Kirche und Kloster und 1877 wurde das Kloster dem von Teresa Eustochio Verzeri gegründeten Orden der Töchter des Heiligsten Herzens Jesu anvertraut. Zwischen 1896 und 1907 wurde die Kirche restauriert. Im Ersten Weltkrieg wurde sie durch italienischen Artilleriebeschuss beschädigt. Die bis zum Ende des 19. Jahrhunderts genutzte Orgel aus dem 17. Jahrhundert wurde 1930 entfernt und befindet sich seitdem im Castello del Buonconsiglio in Trient. 1965 wurde das Kloster aufgelöst. Zwischen 1988 und 2012 wurden die Innendekorationen restauriert und 2011 begann die Restaurierung des angeschlossenen Klosters.

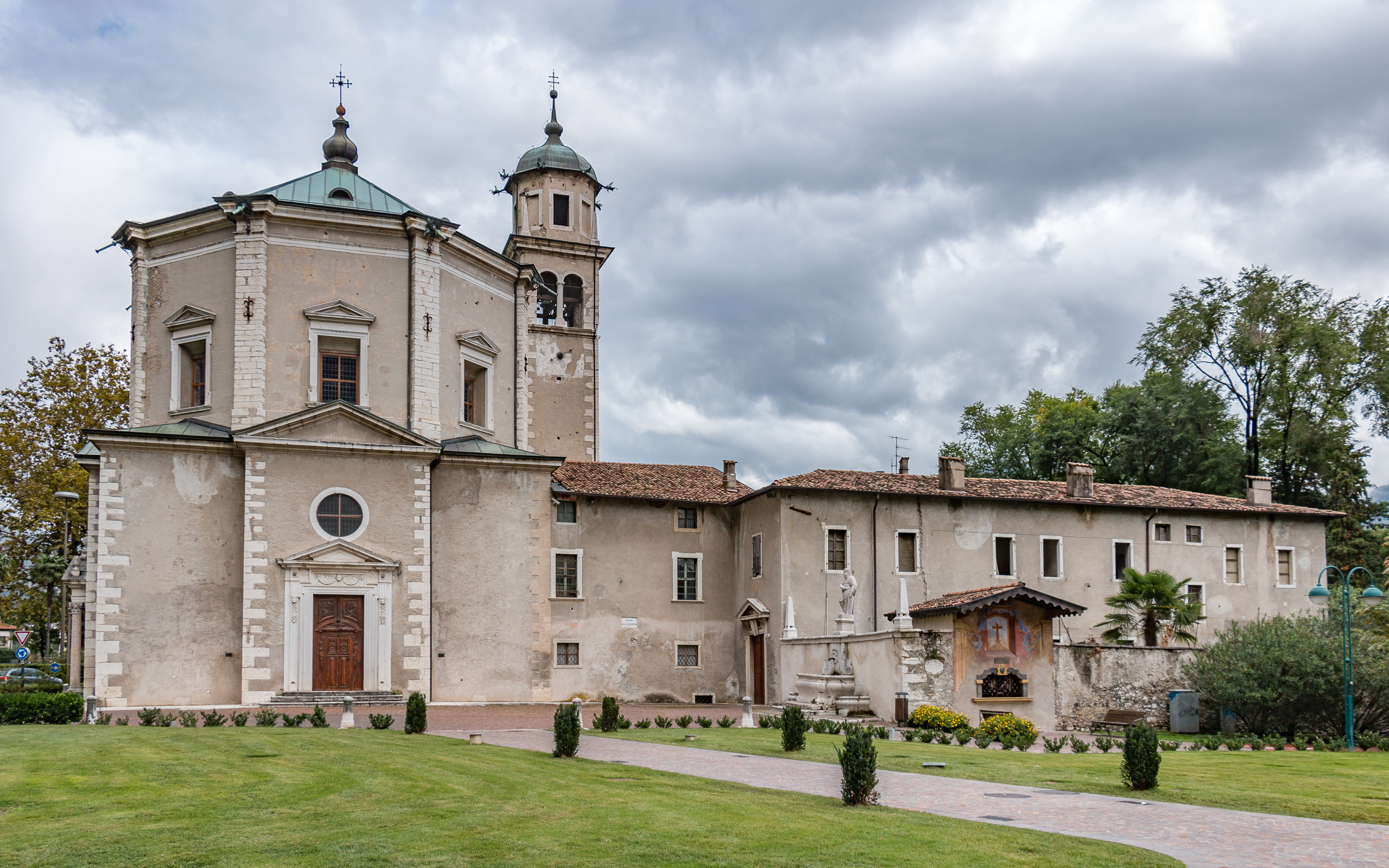
Südseite mit Pfarrhaus und angeschlossenem Kloster
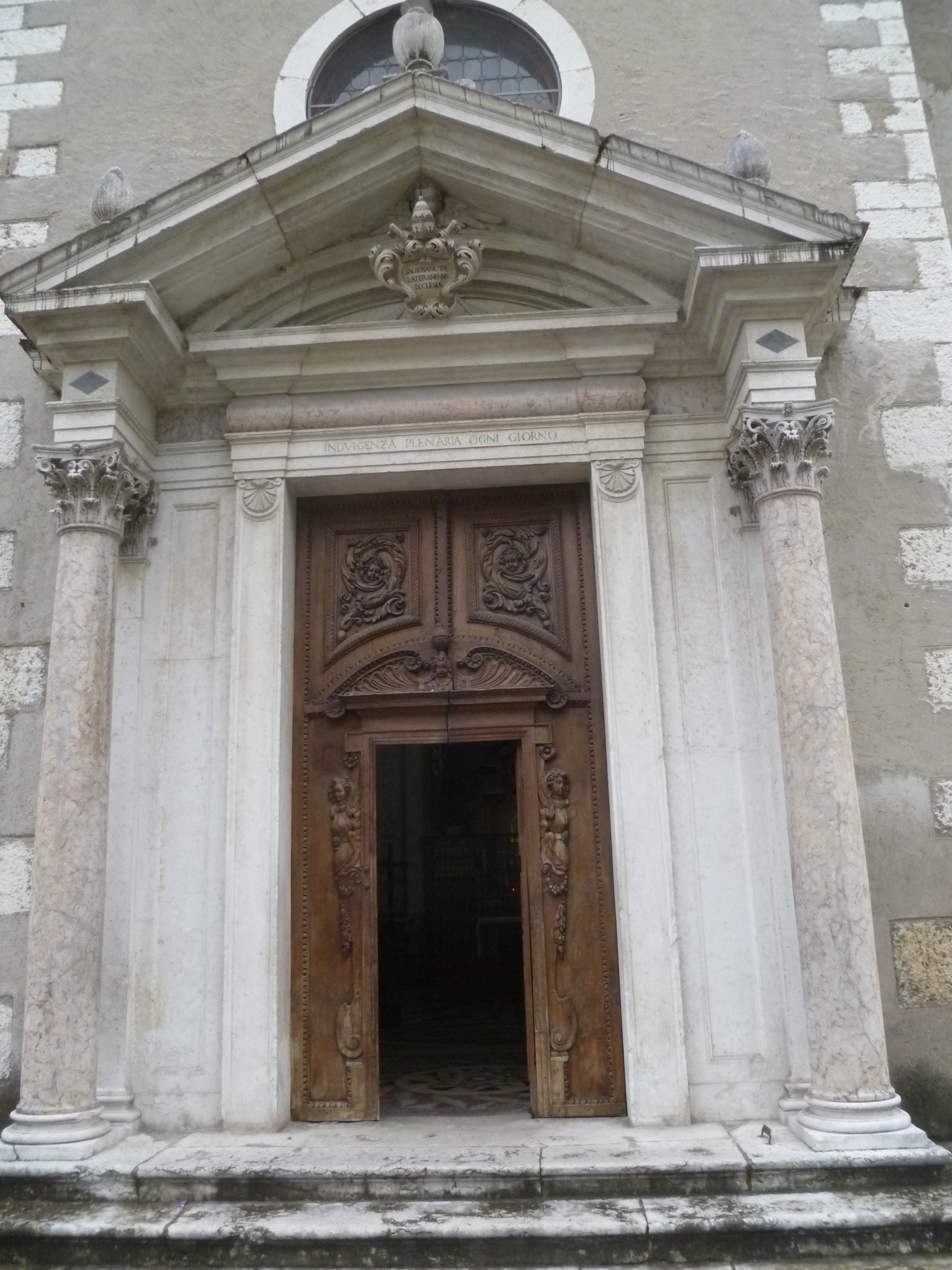
Westportal
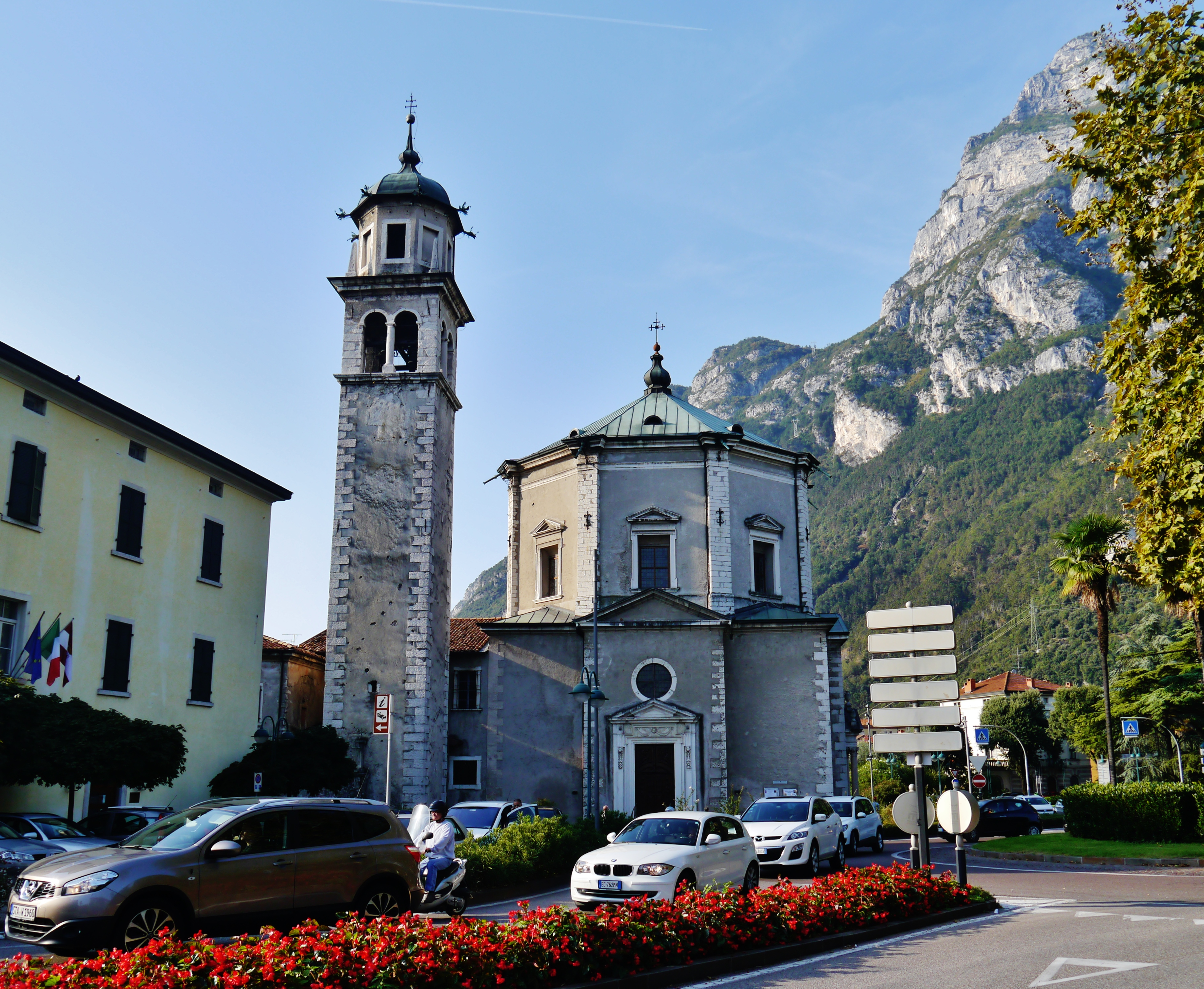
Nordseite
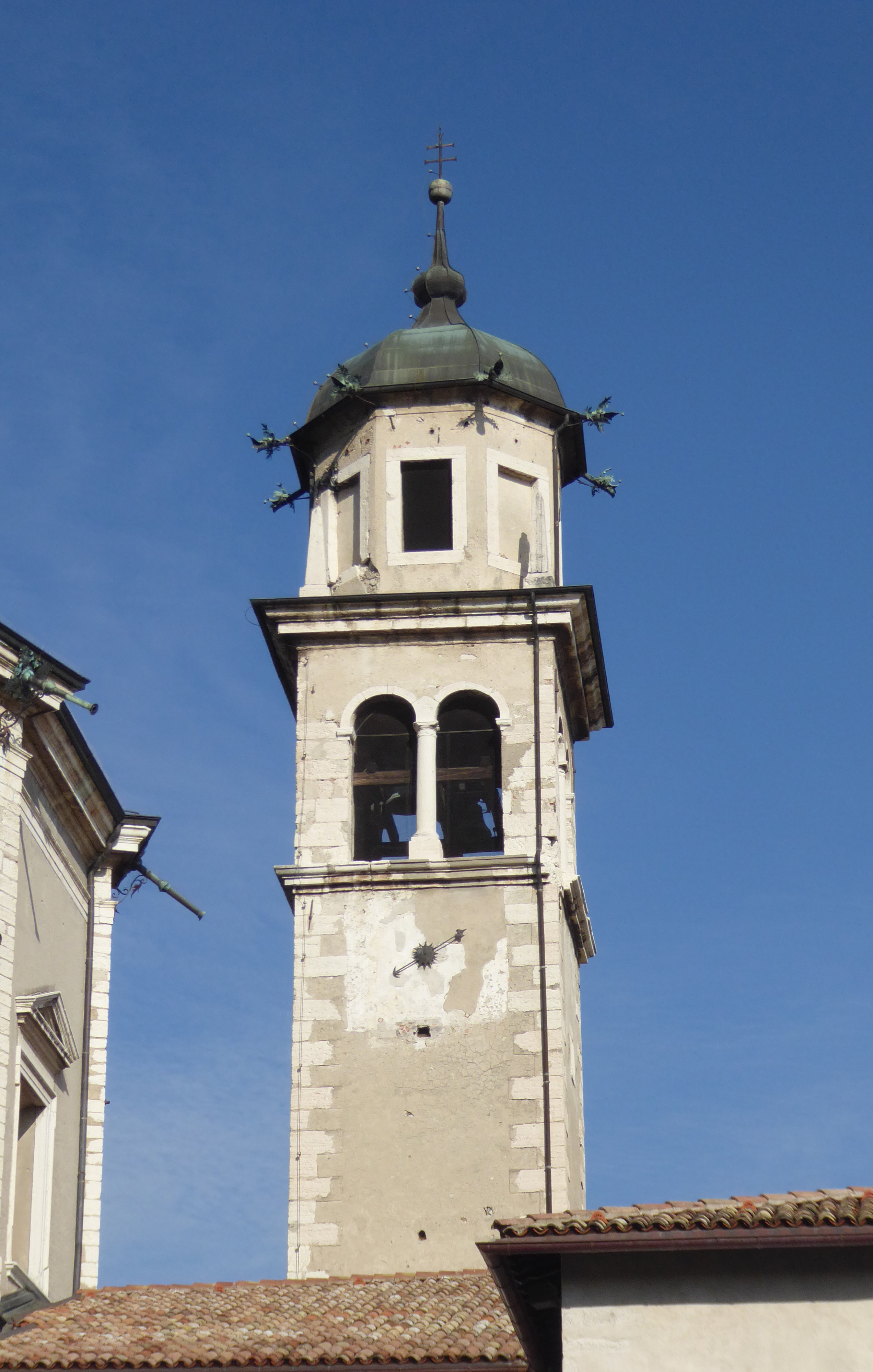
Campanile

## Architektur
Santa Maria Inviolata zählt nach Nicolò Rasmo zu den bedeutendsten Werken des Manierismus im Trentino. Der Zentralbau besitzt einen nach außen hin rechteckigen Grundriss, auf dem ein oktonales Tiburio aufsitzt. Die bewusst nüchterne Fassade ist im Stil der Renaissance gehalten und steht im krassen Gegensatz zum reichhaltig dekorierten Innenraum. Der Bau entspricht damit In Teilen den von Karl Borromäus ausgearbeiteten architektonischen Richtlinien der Gegenreformation, nach denen einer einfachen Fassade ein prachtvoller Innenraum gegenübersteht. Lediglich dem von Borromäus bevorzugten Grundriss eines lateinischen Kreuzes kommt der in Ost-West-Richtung ausgelegte Zentralbau nicht entgegen.
Die Proportionen des Fassade unterstreichen die Monumentalität des Baus. Einen wesentlichen Beitrag dazu leisten das hohe und von lombardischen Meistern beeinflusste Tiburio und die acht Pilaster, die das Tiburio augenscheinlich stützen, aber in Wirklichkeit keine statischen Funktionen erfüllen. Von der grauen Fassade heben sich auch die Mauerecken mit ihren weißen Bossen ab. Das Zeltdach des Tiburio ist mit Kupferplatten abgedeckt.
Die Portale mit Verdachung sind im Stil des Manierismus gehalten. Das Hauptportal an der Westfassade hebt sich durch zwei korinthische Säulen, auf denen die Verdachung ruht, von den beiden Seitenportalen ab. Über dem Hauptportal ist ein Wappen mit der Tiara und einer lateinischen Inschrift, die sich auf ihre Rolle als Filialkirche der Lateranbasilika bezieht. Über den drei Portalen befindet sich jeweils ein Ochsenauge. Die aus Nussholz zu Beginn des 17. Jahrhunderts gefertigten Türen der drei Portale sind mit Holzreliefs geschmückt und können ebenfalls dem Manierismus zugeordnet werden.
Nordöstlich der Kirche steht der 1682 errichtete rechteckige Campanile. Wie an der Kirche weisen die Mauerecken weiße Bossen auf. Der mit einer Kupferhaube abgedeckte Turm hat zwei Glockenstühle. Während der untere eckige Glockenstuhl Biforienfenster besitzt, hat der obere achteckige Glockenstuhl rechteckige Fenster.
An der Ostseite des Zentralbaus grenzt mit seiner Längsseite ein rechteckiger Baukörper an, der mit Dachziegeln abgedeckt ist und sich damit auch optisch vom übrigen Bau absetzt. Darin befinden sich an der Nordseite die Sakristei, in der Mitte der Chor und an der Südseite das Pfarrhaus.

## Innenraum und Ausstattung

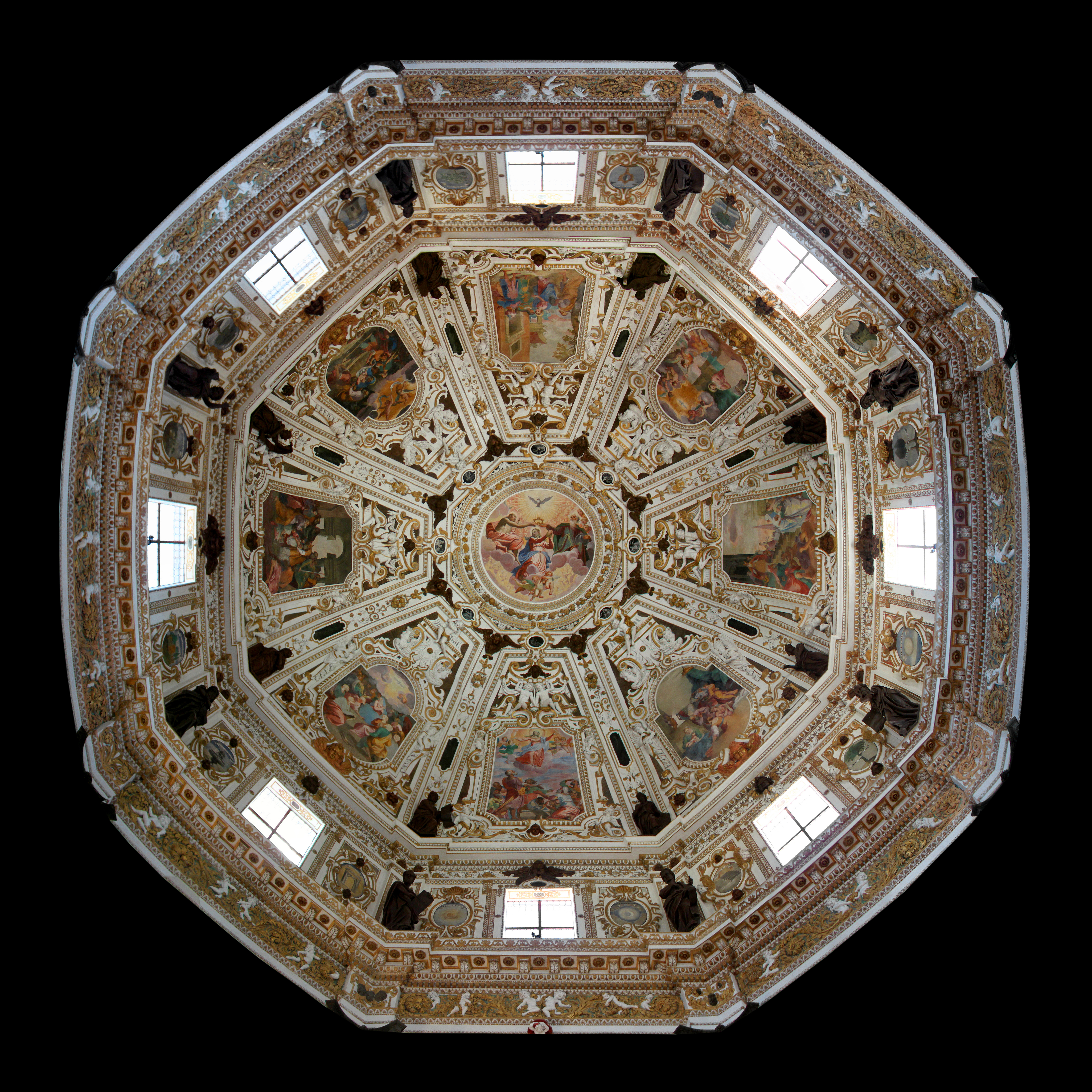
Kuppel des Tiburio mit Bildern aus dem Leben Marias

Der Innenraum besitzt die Form eines Oktogons. In den acht Wandnischen öffnen sich vier Seitenkapellen, drei Portale sowie der im Osten liegende Chor. Die architektonische Strenge des Raumes kann auch durch die reichhaltige Dekoration mit ihren Stuckarbeiten und Ölmalereien nicht verheimlicht werden. Die Innendekorationen werden je nach Autor dem Manierismus oder dem Barock zugeordnet, während andere Autoren sich nicht festlegen.
Die in Weiß, Gold und Bronze gehaltenen Stuckarbeiten sind ein Werk des lombardischen Stuckateurs Davide Reti. Das Tonnengewölbe des Chors ist mit Putten, Blumen- und Pflanzenreliefs, Karyatiden und Hermen geschmückt. Auch die acht die Nischen abgrenzenden Lisenen mit ihren korinthischen Kapitellen weisen zahlreiche Stuckarbeiten auf. Von Reti stammen auch die sechs Figuren, die an den Seitenwänden der drei Portale aufgestellt sind, darunter die Figuren der Könige David und Salomo am Westportal. Die Stuckdekorationen in der Kuppel sind noch pompöser in einem spätmanieristischen Stil gehalten. Der darunterliegende Fries besteht aus einem vergoldeten Akanthuswerk mit weißen Putten. Die Figuren der Kuppel verkörpern auf dem oberen Gesims acht Sibyllen und auf dem unteren eine gleich große Anzahl von Propheten, die Papierrollen in der Hand halten. Die Fenster des Tiburio sind von Clipei flankiert, in denen die Mariensymbole dargestellt sind.
Die Ölmalereien, mit denen die Kirche ausgeschmückt ist, stammen von Martin Theophil Polak, dem Hofmaler des Fürstbischofs Carlo Gaudenzio Madruzzo, und von Pietro Ricchi. Während Polak zwischen 1615 und 1621 in der Inviolatakirche tätig war, fertigte Ricchi seine Bilder anschließend an und schloss seine Arbeiten 1636 ab. Im Sinne der von Borromäus erlassenen Richtlinien kommt den Bildern eine didaktische Aufgabe zu.
Die Kuppel des Tiburio ist mit Bildern von Polak geschmückt. Das zentrale Kuppelbild zeigt die Krönung Marias. Die anderen acht daran angereihten Bilder stellen verschiedene Szenen aus dem Leben Marias dar. Von Polak stammen auch die Bilder im Chorbogen sowie in den beiden Seitenkapelle neben dem Presbyterium, die links dem Heiligen Karl Borromäus und rechts dem Kirchenvater Hieronymus  geweiht sind. An der rechten Seitenwand der dem Heiligen Karl Borromäus geweihten Seitenkapelle ist das Bildnis der im Gebet vor dem Heiligen knienden Alfonsina Gonzaga mit der im Bau befindlichen Inviolatakirche im Hintergrund. Es kann allerdings nicht ausgeschlossen werden, dass zwei Polak zugeschriebene Arbeiten in der Kuppel sowie in der Hieronymus-Kapelle von dem aus Brescia stammenden Maler Antonio Gandino angefertigt wurden.
Von Pietro Ricchi stammen die Bilder an den Seitenwänden des Chors, darunter die zehn musizierenden Engel. Zudem fertigte er die Bilder in den beiden Seitenkapellen an der Westseite an, die links dem Heiligen Onophrius und rechts der Passion Christi geweiht sind. Von Ricchi stammen auch die insgesamt sechs Bilder, mit denen die Seitenwände der drei Eingänge geschmückt sind, mit Szenen aus dem Leben der Jungfrau. Auch die Engelbilder in den Bögen der Eingänge stammen aus seiner Feder.
Die Altarretabel der beiden östlichen Seitenkapellen mit Darstellungen des Heiligen Karl Borromäus und des Hieronymus stammen von Jacopo Palma dem Jüngeren ebenso wie die Pala der Passions-Kapelle im nordwestlichen Eck. Die Pala der Onophrius-Kapelle wird dagegen einem Schüler von Guido Reni zugeschrieben. Zwischen den beiden Kapellen in der Mitte des Triumphbogens ist das Familienwappen der Madruzzo. Der mehrfarbige Marmorfußboden des Zentralbaus zeichnet die Kuppelstruktur des Tiburio am Fußboden nach. Die Arbeit wird Cristoforo Benedetti aus der aus Castione stammenden gleichnamigen Bildhauerfamilie zugeschrieben.

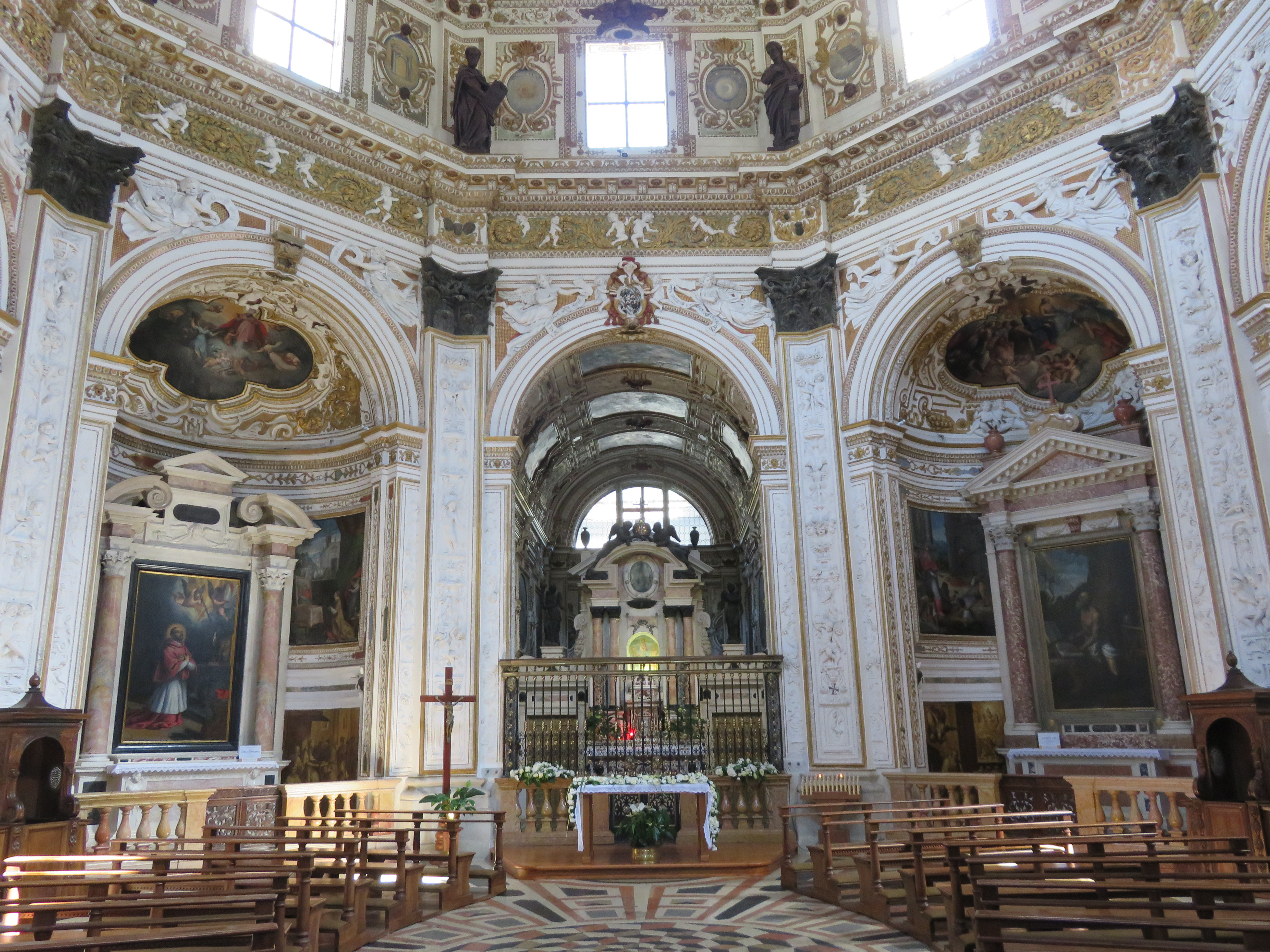
Innenraum mit Hauptaltar und den Seitenkapellen des Heiligen Karl Borromäus (links) und des Heiligen Hieronymus (rechts)
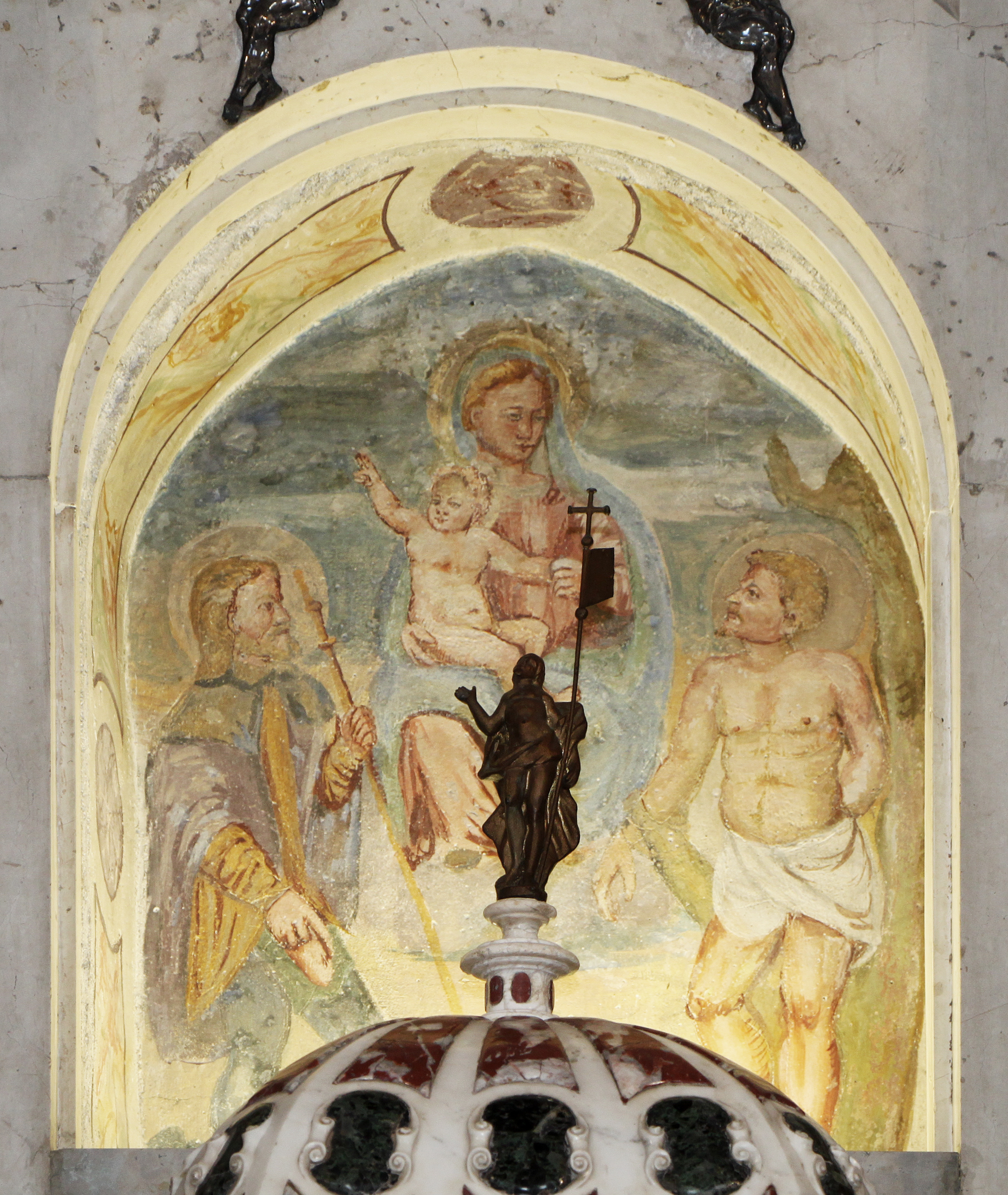
Marienfresko von Bartolomeo Mangiavino
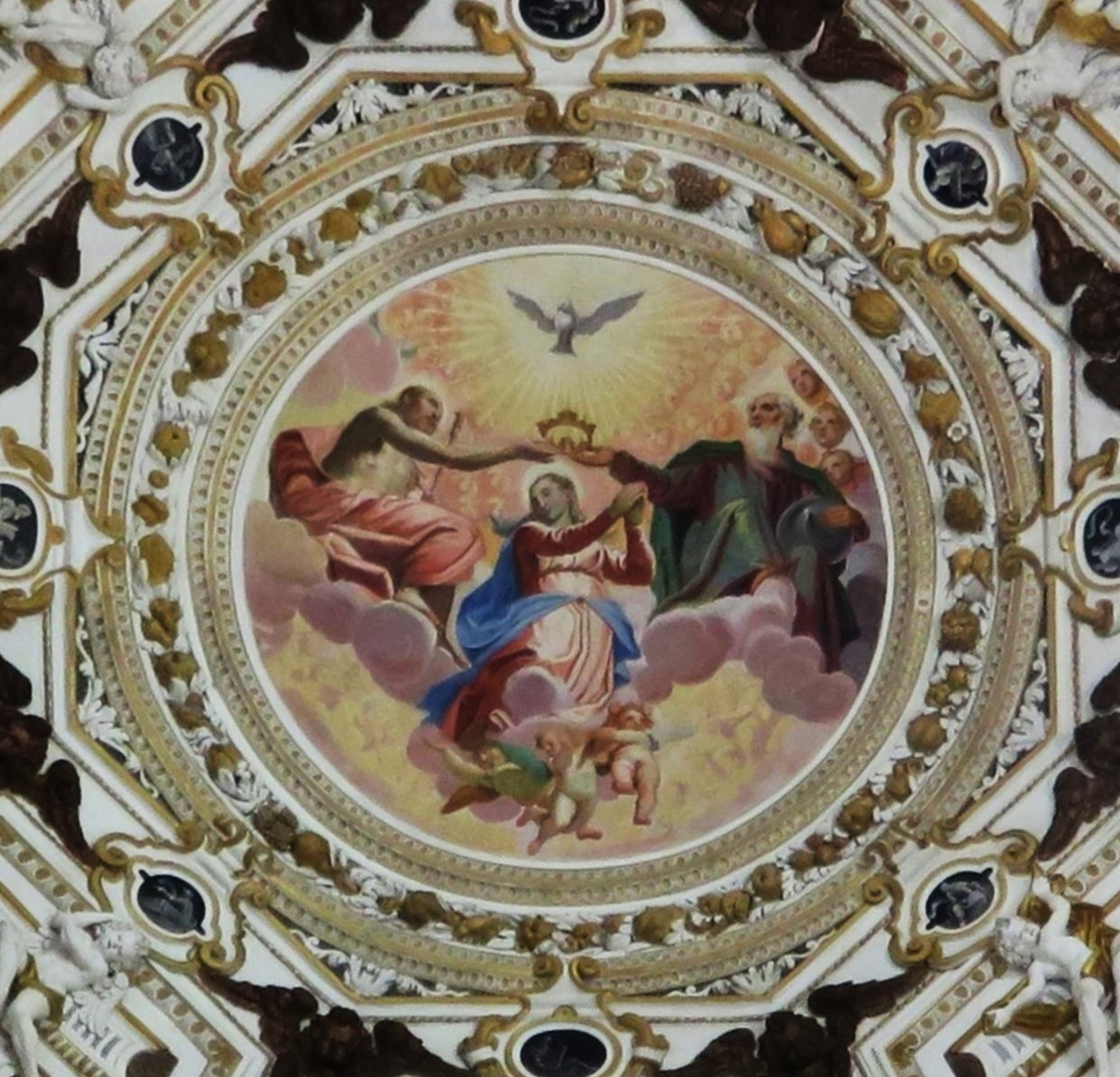
Die Krönung Mariens, zentrales Kuppelbild von Martin Theophil Polak
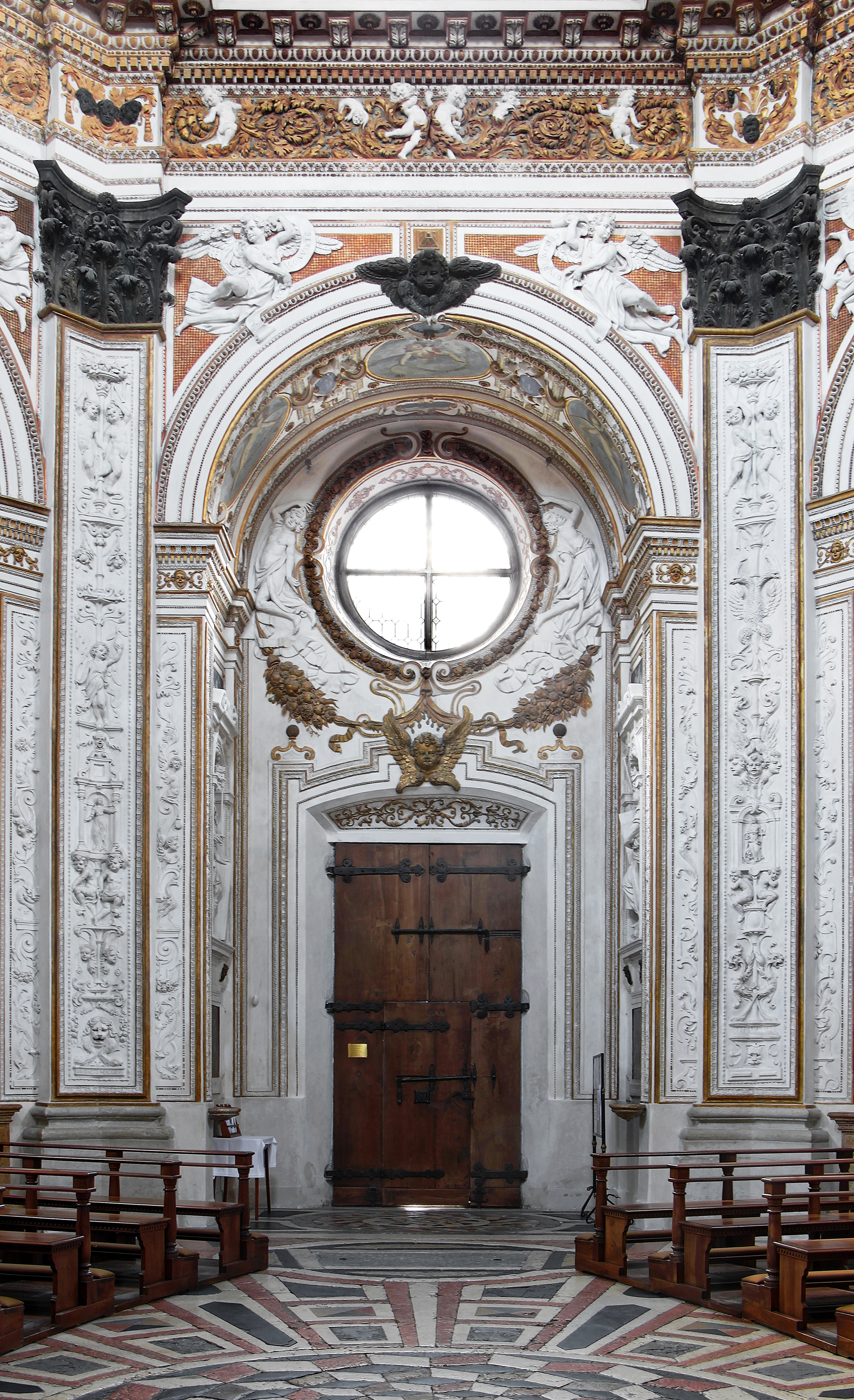
Westportal
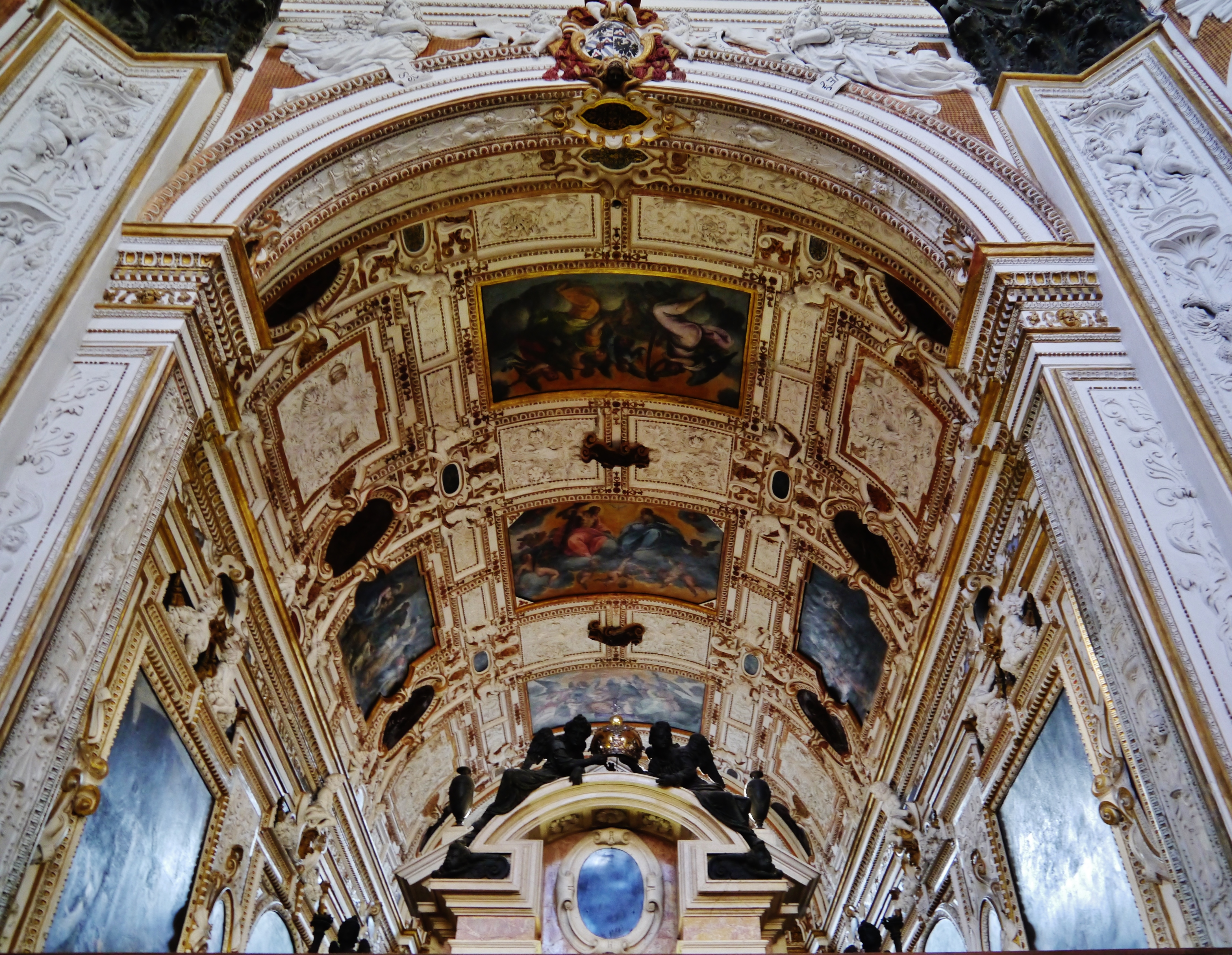
Chorgewölbe